# Boteiro
 (août 2023).
La mise en forme du texte ne suit pas les recommandations de Wikipédia : il faut le « wikifier ».
Les points d'amélioration suivants sont les cas les plus fréquents :
- Les titres sont pré-formatés par le logiciel. Ils ne sont ni en capitales, ni en gras.
- Le texte ne doit pas être écrit en capitales (les noms de famille non plus), ni en gras, ni en italique, ni en « petit »…
- Le gras n'est utilisé que pour surligner le titre de l'article dans l'introduction, une seule fois.
- L'italique est rarement utilisé : mots en langue étrangère, titres d'œuvres, noms de bateaux, etc.
- Les citations ne sont pas en italique mais en corps de texte normal. Elles sont entourées par des guillemets français : « et ».
- Les listes à puces sont à éviter, des paragraphes rédigés étant largement préférés. Les tableaux sont à réserver à la présentation de données structurées (résultats, etc.).
- Les appels de note de bas de page (petits chiffres en exposant, introduits par l'outil «  Source ») sont à placer entre la fin de phrase et le point final[comme ça].
- Les liens internes (vers d'autres articles de Wikipédia) sont à choisir avec parcimonie. Créez des liens vers des articles approfondissant le sujet. Les termes génériques sans rapport avec le sujet sont à éviter, ainsi que les répétitions de liens vers un même terme.
- Les liens externes sont à placer uniquement dans une section « Liens externes », à la fin de l'article. Ces liens sont à choisir avec parcimonie suivant les règles définies. Si un lien sert de source à l'article, son insertion dans le texte est à faire par les notes de bas de page.
- La présentation des références doit suivre les conventions bibliographiques. Il est recommandé d'utiliser les modèles {{Ouvrage}}, {{Chapitre}}, {{Article}}, {{Lien web}} et/ou {{Bibliographie}}. Le mode d'édition visuel peut mettre en forme automatiquement les références.
- Insérer une infobox (cadre d'informations à droite) n'est pas obligatoire pour parachever la mise en page.

Pour une aide détaillée, merci de consulter Aide:Wikification.
Si vous pensez que ces points ont été résolus, vous pouvez retirer ce bandeau et améliorer la mise en forme d'un autre article.
Le boteiro est la figure la plus emblématique de l'Entrudio (carnaval) de la région de Viana do Bolo (Ourense, Galice, Espagne). Selon leur village d'origine, les costumes et la dynamique des boteiros changent.

## Boteiro de Viana do Bolo

### Histoire
Bien que ses origines remontent probablement à plusieurs siècles, la configuration actuelle de ce personnage s’est fixée dans les années 80 du XXe siècle, lorsqu'à Viana do Bolo, le chef-lieu de la municipalité, on assiste à une confluence des différentes traditions de l'Entrudio qui existaient dans les petits villages voisins : les comparsas et les fulións.

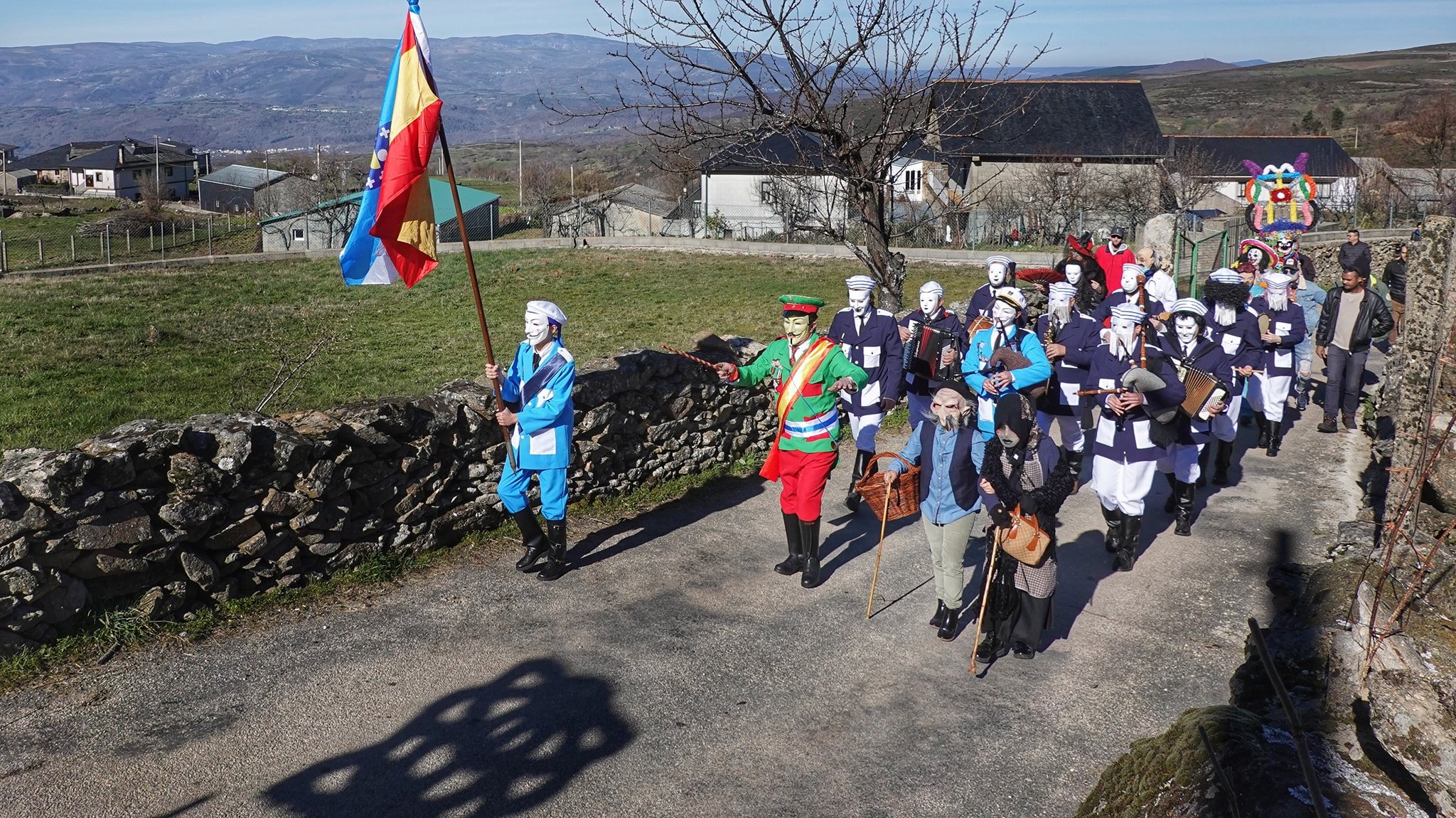
Comparsa dans le hameau de Penouta (Viana do Bolo)

Une comparsa est constituée d'un groupe de jeunes hommes d'un village qui, pendant l'Entrudio, se rendent dans d'autres localités voisines pour y jouer des pièces de théâtre humoristiques appelées disputas. Ces troupes ont une série de personnages fixes : le director (directeur), la señorita ou madama (demoiselle), le paiaso (clown), les músicos (musiciens) et les de esquilas ou vellos de esquilas (vieillards avec des cloches).

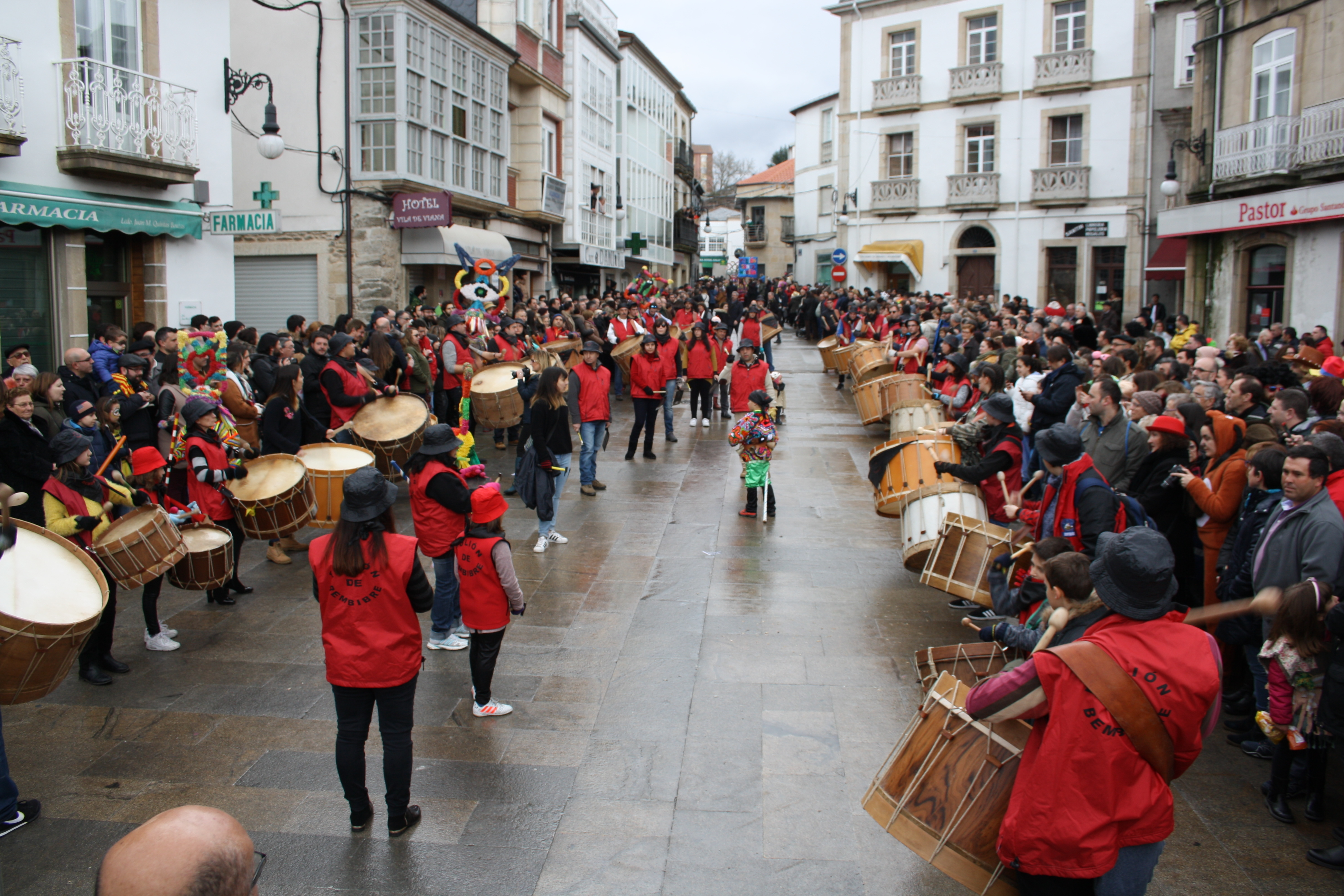
Fulión du hameau de Bembibre à Viana do Bolo

Le fulión est un cortège qui parcourt les rues des villages en jouant un rythme monotone avec des outils agricoles et des instruments de percussion. Normalement, un village ou un groupe de villages partage un rythme qui le différencie des autres villages. Historiquement, les fulións sortaient le soir, une fois les travaux des champs terminés, et les dates variaient d'un village à l'autre. Dans certains de ces fulións, on retrouvait la figure du boteiro, bien que son costume soit différent de celui d'aujourd'hui.
Pour comprendre le costume actuel du boteiro, il faut tenir compte du fait qu'à partir des années 80, les comparsas se sont faits de plus en plus rares, faute de jeunes, jusqu'à disparaître dans les années 90. C'est alors que les costumes des vellos de esquilas des comparsas ont été utilisés par le fulión et les boteiros, remplaçant le costume du boteiro dans la plupart des villages. Pour cette raison, le boteiro d'aujourd'hui est une copie sophistiquée du costume des vellos de esquilas avec les fonctions des anciens boteiros des villages.

### Fonctions
Les fonctions du boteiro sont (et ont toujours été) étroitement liées au fulión, qu’il annonce et auquel il ouvre la voie. Pour attirer le public, le boteiro peut pousser, baisser son masque et enfoncer ou traîner sa monca (un bâton qui fait partie de ses attributs) en courant, indiquant ainsi aux spectateurs l'espace qui doit être laissé libre. Il peut également danser ou effectuer des sauts en s'appuyant sur sa monca afin de montrer sa force et son habileté. On dit que le bon boteiro doit toujours faire entendre le son des esquilas, et sa qualité de boteiro se juge à sa bravoure, sa force et son élégance en courant, en sautant et en dansant.

### Costume
- Masque

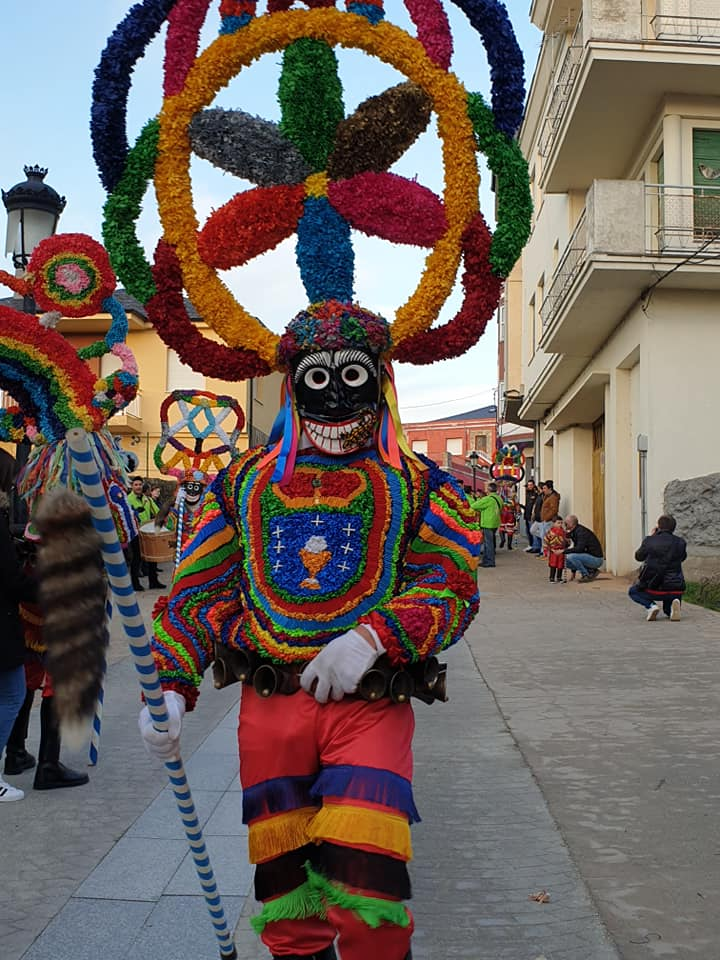
Costume de boteiro de Viana do Bolo

Le masque de boteiro est un véritable bijou d'artisanat, car il n'y en a pas deux pareils. Il est composé de deux parties.
La partie supérieure, appelée pantalla, est constituée d'un cadre en fer recouvert de centaines de feuilles de papier de soie, préalablement pliées et découpées, qui sont collées sur cette structure afin d'obtenir une disposition symétrique des couleurs.
La partie inférieure est constituée d'un masque en bois, qui est fixé à la structure métallique par une sorte de casque. L'expression faciale de ces masques oscille entre la moquerie, avec des sourires narquois et des dents bien dessinées, et la volonté d'intimider et de faire peur, d'où le fait que certains de ces masques représentent des reptiles, parmi lesquels le serpent est le plus courant. Ils peuvent également avoir des visages d'autres animaux, et il n'est pas rare que des éléments tels que des cornes soient ajoutés. La tradition la plus répandue veut que le visage soit peint en noir, bien qu'il existe des villages dont les masques laissent traditionnellement le visage de la couleur naturelle du bois. Enfin, sur les côtés du masque en bois, deux lanières de cuir fixent le masque au cou du boteiro et sont dissimulées sous plusieurs plis de papier de soie à l'arrière, qui font office de cheveux.
- Maillot

Le maillot du boteiro est, avec le masque, l'élément dans lequel la créativité et la virtuosité de la technique sont les plus évidentes. Plus de mille mètres de ruban de satin aux couleurs vives sont cousus sur un maillot en molleton. Autrefois, le centre de la poitrine et le dos étaient décorés de motifs géométriques ou de dessins simples, mais aujourd'hui la tendance est aux compositions figuratives plus complexes. En outre, des volants sont généralement cousus sur les poignets et le bord inférieur de la chemise : les poignets pour que la chemise du dessous ne transparaisse pas, et le bord inférieur pour que la ceinture reste toujours sur la hanche et ne remonte pas lorsque le boteiro trotte ou saute.
- Chemise blanche et cravate

Le costume du boteiro est une tenue de gala, il doit donc porter une chemise blanche et une cravate.
- Gants

Les gants sont un élément essentiel car ils permettent de préserver l'anonymat total du porteur de masque.
- Monca

La monca est un bâton solide qui mesure généralement plus de 170 cm de long et environ 2 cm d'épaisseur. Elle est peinte de couleurs vives et est surmontée d'un pompon, d'une houppe, de rubans colorés ou d'une queue de renard. Le boteiro utilise la monca pour écarter les gens de son chemin, mais aussi comme perche pour se propulser lorsqu'il saute.
- Esquilas

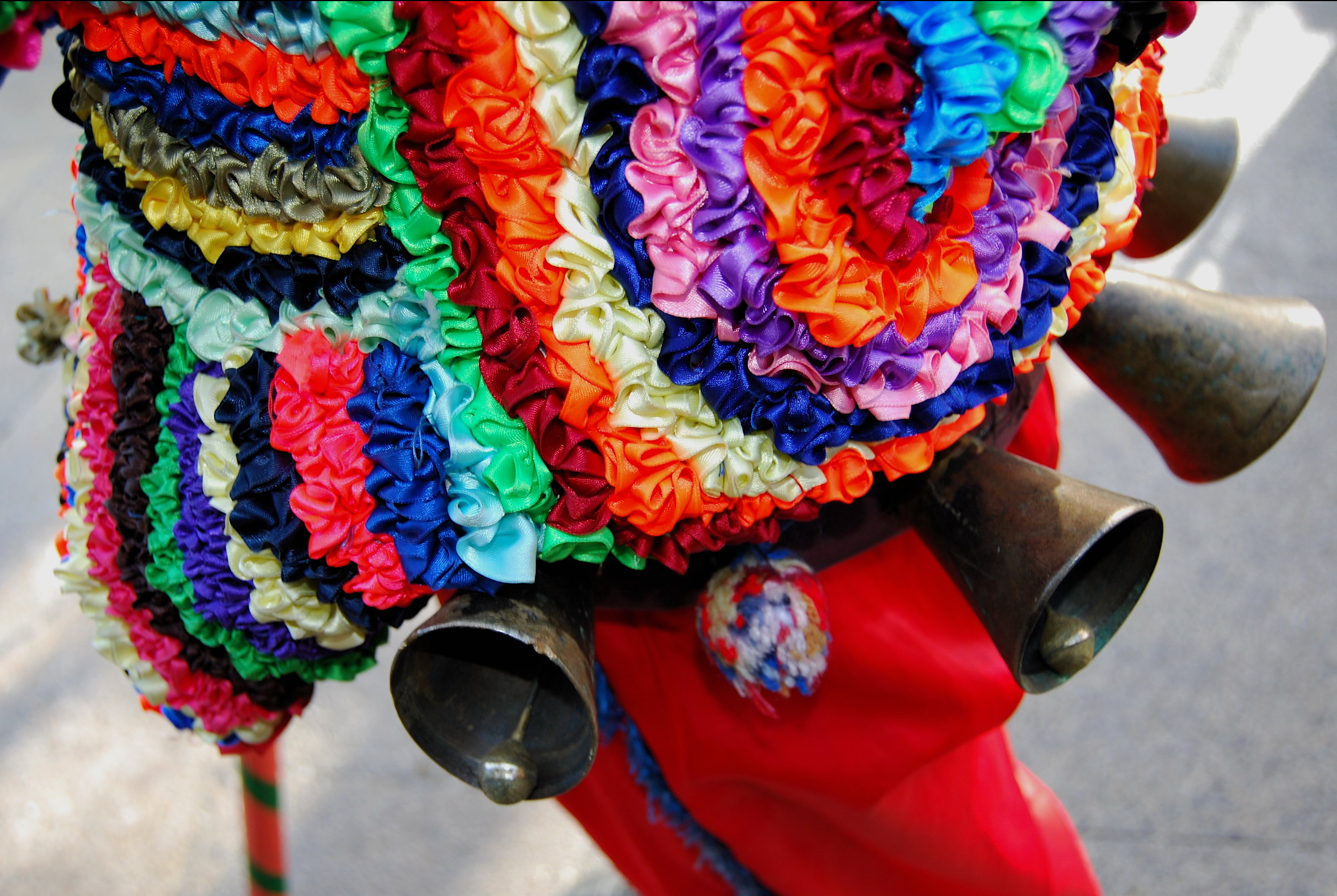
Détail des esquilas sur un costume porté lors du carnaval de Viana do Bolo en 2009.

Les esquilas désignent la ceinture à laquelle sont suspendues ces petites cloches typiques du bétail bovin. Elles sont positionnées de manière à produire un son harmonieux lorsqu'elles sont déplacées, d'où l'alternance d'une cloche mâle (son grave) et d'une cloche femelle (son aigu) sur toute la longueur de la ceinture. Celle-ci est généralement recouverte d'un rembourrage afin de ne pas blesser le boteiro.
- Pantalon

Le pantalon est généralement de couleur rouge et comporte des franges soit le long de la couture latérale extérieure de chaque jambe, soit en deux ou trois rangées parallèles autour de la jambe, dans ce dernier cas le plus souvent au-dessus du genou.
- Legues noires

Les legues sont des guêtres en cuir qui couvrent la zone du mollet et protègent la partie inférieure du pantalon de la boue et de l'eau.
- Bottes noires